# تواکس
تواکس (انگلیسی: Touax) شرکت کشتیرانی فرانسوی است، که در سال ۱۸۵۳ تأسیس شد.